# Dasychira aphanes
Dasychira aphanes är en fjärilsart som beskrevs av Collenette 1938. Dasychira aphanes ingår i släktet Dasychira och familjen tofsspinnare. Inga underarter finns listade i Catalogue of Life.